# Boommuizen
Boommuizen (Dendromurinae) zijn een onderfamilie van knaagdieren uit de familie Nesomyidae die voorkomt in Afrika.

## Kenmerken
De soorten uit deze onderfamilie zijn relatief klein, met een kop-romplengte van 5 tot 14 cm. Ze komen overeen in enkele gebitskenmerken.

## Voorkomen
De geslachten Steatomys en Dendromus zijn vrij algemeen in Afrika ten zuiden van de Sahara, maar de andere geslachten, die allemaal maar één soort hebben, zijn zeldzaam en hebben kleine verspreidingsgebieden. Ze komen voor in alle habitats in Afrika, maar, zoals de naam al aangeeft, het meeste in bomen.
Tegenwoordig zijn de boommuizen in verspreiding beperkt tot Afrika ten zuiden van de Sahara, maar drie geslachten uit het Mioceen van Azië, ongeveer 15 miljoen jaar geleden, zijn in sommige classificaties ook als boommuizen gezien. Deze drie, Dakkamys, Paradakkamys en Potwarmus, zijn echter geen boommuizen en zijn mogelijk nauwer verwant aan de uitgestorven Myocricetodontinae. Ook de plaatsing van Mabokomys, beschreven uit het Mioceen van Kenia (14,7 miljoen jaar oud) als de oudste boommuis, is niet oncontroversieel. Ternania, uit iets jongere afzettingen in Kenia, is de oudste onbetwiste boommuis. In het Laat-Mioceen hadden de boommuizen een grotere verspreiding; er zijn fossielen bekend uit Spanje, Algerije en de Verenigde Arabische Emiraten.

## Taxonomie
Taxonomisch onderzoek heeft sinds de jaren 90 van de 20e eeuw de classificatie van verschillende geslachten in de boommuizen onzeker gemaakt. Deomys bleek in verschillende onderzoeken op basis van DNA-gegevens niet verwant aan de andere boommuizen, maar aan een groep van Acomys, Lophuromys en Uranomys; tegenwoordig worden deze geslachten daarom in een andere onderfamilie, Deomyinae, geplaatst. Morfologische kenmerken van de tanden ondersteunden volgens een publicatie uit 1995 ook geen nauwe verwantschap tussen de boommuizen en de groeftandbosmuis (Leimacomys buettneri), een zeer zeldzaam dier uit Togo; deze soort wordt nu in een eigen onderfamilie Leimacomyinae geplaatst als een mogelijke verwant van de gerbils. Ook de plaatsing van Dendroprionomys en Prionomys in de boommuizen is volgens deze tandkenmerken mogelijk niet correct.
Studies van het DNA hebben sinds het begin van de 21e eeuw steeds meer bewijsmateriaal geleverd voor het bestaan van een groep Afrikaanse Muroidea, die zes onderfamilies bevat die uitsluitend in Afrika voorkomen. Naast de boommuizen zijn dat de hamsterratten, de Nesomyinae uit Madagaskar, en drie kleine groepen, namelijk de Mystromyinae, Petromyscinae en Delanymyinae. Al deze dieren stammen mogelijk af van de Vroeg- tot Midden-Miocene Afrocricetodontinae, waarvan Notocricetodon specifiek als verwant van de voorouder van de boommuizen is gesuggereerd.

### Indeling
De onderfamilie omvat de volgende geslachten:
- Dendromus
- Dendroprionomys
- Malacothrix
- Megadendromus
- Poemys
- Prionomys
- Senoussimys†
- Steatomys
- Ternania†